# 維瑟爾湖
維瑟爾湖（德語：Wisseler See），是德國的湖泊，位於該國西部，由北萊茵-威斯特法倫州負責管轄，處於克萊沃縣，面積1平方公里，平均水深10米，最大水深25米。